# Miyavi (album)
Miyavi è l'ottavo e omonimo album studio del musicista giapponese Miyavi. L'album è stato pubblicato in Giappone il 19 giugno 2013, seguito dalla pubblicazione a marzo del 2014 in Europa e ad aprile dello stesso anno negli Stati Uniti. Si è classificato in ottava posizione in entrambe le classifiche Oricon e Billboard Japan.

## Produzione e promozione
Miyavi è il secondo album pubblicato dall'artista dopo la fondazione della sua casa discografica, J-Glam. L'album è stato distribuito in patria dalla ormai ex etichetta discografica EMI Giappone, e l'anno successivo in Europa e America dall'etichetta Wrasse Records. È anche disponibile in tutto il mondo come pubblicazione digitale su iTunes Store.
L'album include delle canzoni tratte da album precedenti e dei singoli inediti, quali Day 1, Ahead of the Light e Horizon. È per questo album che l'artista ha girato anche il video musicale del singolo Guard You, che è stato scritto in commemorazione del terremoto del Tōhoku del 2011. Il video include fotografie tratte dal progetto Under the Same Sky, principalmente panorami di cieli e ritratti di mani dei fan di Miyavi.
L'edizione limitata del formato CD/DVD include un DVD bonus con la registrazione live ufficiale del tour Ahead Of The Light del 2013, che funge da documentario sul making of dell'album.
Nel 2014, Miyavi ha tenuto il suo quarto tour mondiale, intitolato Slap the World e iniziato il 22 febbraio in Malaysia. In seguito alla pubblicazione dell'album in Europa, il tour ha quindi seguito una sessione europea e nordamericana, in location quali Città del Messico e Los Angeles, prima di tornare in Giappone per quello che sarebbe poi diventato il più lungo tour nazionale dell'artista.

## Pubblicazione
Miyavi è l'album con le migliori vendite dell'artista, oltre ad essere il suo secondo album ad aver raggiunto la Top 10 nelle classifiche nazionali. I singoli Day 1, Ahead Of The Light e Horizon hanno raggiunto rispettivamente la sessantaseiesima, ventinovesima e quarantanovesima posizione nella classifica Billboard Japan Hot 100 di Billboard. Gli stessi singoli si sono classificati nella categoria Hot 100 Airplay, rispettivamente in sessantatreesima, ventunesima e trentaseiesima posizione. Horizon è stata anche classificata in trentanovesima posizione nella categoria Adult Contemporary (musica adulta contemporanea).
Nel 2013, Miyavi e Yuksek hanno ottenuto il premio come Miglior Collaborazione per la canzone Day 1 agli MTV Video Music Awards Japan, mentre l'anno successivo il video musicale per il singolo Horizon è stato nominato nella categoria Miglior Video Maschile alla stessa cerimonia.

## Tracce
Testi e musiche di Miyavi e Dan Priddy.
1. Justice – 3:52
2. Horizon – 4:07
3. Chase It – 3:25
4. Secret – 2:53
5. Cry Like This – 4:09
6. Guard You – 5:27
7. No One Knows My Name (Slap It) – 4:24
8. Hell No – 2:13
9. Ahead Of The Light – 4:27
10. Day 1 (Album version) – 4:16
11. Free World – 3:14

## Staff
- Voce, chitarra: Miyavi
- Batteria: Bobo
- Produttori: Miyavi, Dean Gillard (#1-4, and #6-8), The Lowbrows (#1-9, #11), Matt Ward (#1-4, #6-8), Oscar Holter (#11), Yuksek (#5, #10), Dan Priddy (Backing Vocals)
- Mixaggio: Dean Gillard, Matt Ward, Oscar Holter, Seiji Sekine, Yuksek, Yuki Tanaka (#10)
- Mastering: Stuart Hawkes
- Programmatori, editor, tastiere, synth: Dean Gillard, Matt Ward, The Lowbrows
- Ingegneri del suono: Dan Priddy, Joe Standen, Matt Ward, Seiji Sekine
- Art director: Yoshiro Nishi